# 俺は、君のためにこそ死ににいく
『俺は、君のためにこそ死ににいく』（おれは、きみのためにこそしににいく）は、2007年5月12日に公開された日本映画作品。

## 概要
石原慎太郎（公開当時、16代東京都知事）が製作総指揮・脚本を手がけ、主要キャストに窪塚洋介などを起用し、役所広司の息子・橋本一郎のデビュー作ともなった。総製作費18億円。興行収入は10.8億円で、2007年度邦画部門で29位（2007年全国映画概況: 日本映画製作者連盟）。

## あらすじ
1945年、太平洋戦争末期、無残にも美しい青春があった。彼らを心で抱きしめる女性がいた。
昭和19年、太平洋戦争で劣勢に立たされていた日本軍は、アメリカ軍を中心とした連合国軍によるフィリピン上陸作戦を阻止し、戦局を打開するための最後の手段として、戦闘機や艦上爆撃機などの軍用機に爆弾を搭載して敵艦に体当たりを敢行する自爆攻撃部隊として、海軍は神風特別攻撃隊を編成。激しいライバル関係にあった海軍に先を越された陸軍も、負けじと「と号部隊」を編成する。
しかし奮戦空しくフィリピンは陥落し、連合国軍は昭和20年春には沖縄に上陸してきた。日本軍は沖縄を死守するため、各地の飛行場から特別攻撃隊を発進させる。陸軍最大の特攻基地となった鹿児島の知覧飛行場（川辺郡知覧町、現・南九州市）からは終戦までに振武隊の493名の青年たちが飛び立った。かつて大刀洗飛行学校知覧教育隊で飛行訓練を受けていた坂東少尉、陸軍飛行兵から母親のように慕われていた鳥濱トメとその娘礼子などの視点から、特攻隊員となった青年たちを描く。

## エピソード
特攻隊員と鳥濱トメの交流という史実を題材として取り上げたこと、製作総指揮・脚本を、愛国的言動で話題になることが多い石原慎太郎が手がけた（石原は生前の鳥濱トメと交流があり、その際に聞いた特攻隊員の話を元に、フィクションを加えて脚本を執筆した）ことで、制作前から「太平洋戦争賛美・右翼的表現の多い映画ではないか？」とする意見があり、左翼から批判を受けた一方、右翼、保守層には逆に絶賛された。
井筒和幸は上映前からこの映画を「戦争の美化映画」などと評して、映画本編を見ない状態で批判した。この一連の井筒の批判に対して、出演者である窪塚洋介は映画の記者会見にて「映画を観てから評論して欲しい」「この映画を見て、戦争賛美だというヤツはアホだと思う。もう一回見た方がいい。見る前に言うヤツはアホ。右だ左だというけど、鳥は両方の翼がないと飛べないという思いで、日々生きています」と反論した。監督の新城卓も「映画を見てからコメントしてほしい。それがお互いの礼儀でありルール。パフォーマンスとしての発言は、やがて本人に返ってくる」「沖縄県出身で国歌も聞いたことなく上京しました。右翼というのならどうぞ。史実をとらえありのままに描きました」とコメントした。また、井筒は石原に対して「映画なら俺が先輩やから先に観に来て欲しい。そしたら観に行こ」などと相互交流を提言した。
2007年度文春きいちご賞第8位。

## 出演者
鳥濱トメ - 岸惠子富屋食堂を知覧の商店街で経営している。
板東勝次 - 窪塚洋介陸軍少尉。父・妹・弟を日本に残し出征する。特攻に参加するが生き残り、その後中西隊と共に再び特攻に参加するが、敵機に撃墜され無人島に墜落し、無人島にて生き残り、戦後に家族と再会する。
中西正也 - 徳重聡少尉。第71振武隊、中西隊隊長。特攻にて敵機に攻撃され気絶し、戦後に生き残る。
河合惣一 - 中村友也（中村倫也）軍曹。第71振武隊、中西隊隊員。特攻により19歳の若さで戦死する。実在の特攻隊員の宮川三郎がモデル。
田端絋一 - 筒井道隆少尉。第47振武隊、荒木隊隊員。実在の川崎渉少尉がモデルだが最期の迎え方は若干異なる。
金山 - 前川泰之少尉。第47振武隊、荒木隊隊員。朝鮮人。実在の朝鮮人特攻隊員の卓庚鉉がモデル。
鳥濱美阿子 - 勝野雅奈恵トメの長女。
鳥濱礼子 - 多部未華子トメの次女。知覧高等女学校による知覧飛行場への奉仕隊の一員。史実では特攻隊ではなく特攻隊掩護任務の戦闘隊に奉仕した。
加藤 - 渡辺大伍長。第47振武隊、荒木隊隊員。
石倉 - 宮下裕治伍長。第71振武隊、中西隊隊員。
安部 - 木村昇少尉。第35振武隊、安部隊隊長。
荒木 - 田中伸一少尉。第47振武隊、荒木隊隊長。
松本 - 蓮ハルク軍曹。第47振武隊、荒木隊隊員。
大島茂夫 - 古畑勝隆伍長。第71振武隊、中西隊隊員。
久野 - 松尾諭軍曹。第71振武隊、中西隊隊員。
憲兵大尉 - 中原丈雄
川口 - 遠藤憲一少佐。第6航空軍参謀。司令部から現地戦闘指揮所に派遣された参謀か？
東 - 勝野洋大佐。第6飛行団長。現地指揮官の今津正光大佐がモデルであるが、参謀との上下関係から、菅原道大中将の要素も含まれ、福岡の第6航空軍司令部の描写も同時に行われている。
関行男 - 的場浩司海軍大尉。戦斗第301飛行分隊長。
大西瀧治郎 - 伊武雅刀海軍中将。第1航空艦隊司令長官。特攻作戦の最初の発令者。
鶴田一枝 - 中越典子女子挺身隊の一員。
鶴田正造 - 石橋蓮司一枝の父。
板東寿子 - 桜井幸子勝次の妹。
板東真太次 - 寺田農勝次の父。
板東秀次 - 大嶋捷稔勝次の弟。
田端良子 - 戸田菜穂絋一の婚約者。
田端由蔵 - 江守徹絋一の父。
河合惣一の母 - 宮崎美子
大島の祖父 - 長門裕之芋飴屋を営む。

## スタッフ
- 監督：新城卓[6]
- 製作総指揮・脚本：石原慎太郎[6]
- 音楽：佐藤直紀
- 製作者：岡田裕介
- 企画：高橋勝・遠藤茂行・奥田誠治
- プロデューサー：角田朝雄・吉田晴彦
- 撮影：上田正治 (JSC)・北澤弘之 (JSC)
- 監督補：中田信一郎
- 美術：小澤秀高
- 照明：山川英明
- 編集：井上治 (JSE)・佐藤連
- 美術補：小林久之
- 装飾：湯澤幸夫
- 録音：矢野正人
- 音響効果：柴崎憲治
- 助監督：井上隆
- 製作担当：三辺敬一
- キャスティングプロデューサー：福岡康裕
- ラインプロデューサー：木次谷良助
- スクリプター：生田透子 (JSS)
- 特撮監督：佛田洋
- VFXスーパーバイザー：野口光一
- 空撮CG：栃林秀
- テクニカルコーディネーター：根岸誠
- VFXプロダクションマネージャー：横尾裕次
- 絵コンテ：橋爪謙
- 製作統括：生田篤
- 製作プロダクション：東映東京撮影所
- 製作：「俺は、君のためにこそ死ににいく」製作委員会 (東映、CUC、東映ビデオ、シーイーシー、日本テレビ放送網、ゲオ、日本出版販売、産経新聞社、新城卓事務所)
- 企画協力：新城卓事務所
- 製作協力：CUC

## 音楽

### 主題歌
- B'z 「永遠の翼」
  - 作詞：稲葉浩志、作曲：松本孝弘、編曲：松本孝弘・稲葉浩志・徳永暁人

### タイトルイメージソング
- TAK MATSUMOTO 「THE WINGS」
  - 作曲：松本孝弘、編曲：松本孝弘・徳永暁人

## 舞台化
劇団夜想会により、本作品を原作に舞台化された。脚本・演出は野伏翔が担当。初披露は2008年に行われた靖国神社野外特設ステージでの奉納野外劇で、そちらはDVD化している。以後、同劇団により何度か再演した。